# Karin Lambrecht
Karin Lambrecht (Porto Alegre, 1957) é uma pintora, desenhista, gravadora e escultora brasileira.
Em 1987 foi selecionada para participar da XIX Bienal Internacional de São Paulo, em 2001 participou da III Bienal do Mercosul, e em 2002 teve uma sala especial na XXV Bienal de São Paulo.
Tem obras no Museu de Arte de Santa Catarina (MASC), no Museu de Arte do Rio Grande do Sul Ado Malagoli (MARGS), e no Museu de Arte Moderna de São Paulo (MAM).